# Lannick Gautry
Lannick Gautry (* 3. März 1976 in Saint-Germain-en-Laye, Département Yvelines, Frankreich) ist ein französischer Schauspieler.

## Leben
Lannick Gautry wurde 1976 in Saint-Germain-en-Laye als Sohn von Alain Gautry geboren. Er wuchs auf der Île d’Oléron auf. Seine Schauspielausbildung machte er an der Cours Florent. 
2005 hatte Gautry bei dem Film Cool Waves – Brice de Nice erstmals eine Rolle inne. In der Fernsehserie David Nolande hatte er 2006 erstmals eine wiederkehrende Rolle. 2021 bis 2022 erschien er in zwölf Folgen der Miniserie Une si longue nuit. Sein Schaffen für Film und Fernsehen umfasst mehr als 60 Produktionen.
Im Jahr 2017 wurde er zum Botschafter und Imageträger der französischen Herrenbekleidungsmarke Brice.

## Filmografie
- 2005: Cool Waves – Brice de Nice (Brice de Nice)
- 2005: L’auberge espagnole – Wiedersehen in St. Petersburg (Russian Dolls)
- 2006: Hilfe, Ferien! (Nos jours heureux)
- 2006: David Nolande (Fernsehserie, 2 Folgen)
- 2007: Hellphone
- 2007: Un admirateur secret (Fernsehserie, Folge 1x01)
- 2007: Crime Scene Riviera (Section de recherches, Fernsehserie, Folge 2x07)
- 2008: Boulevard du Palais (Fernsehserie, Folge 9x05)
- 2008: R.I.S, police scientifique (Fernsehserie, Folge 4x07)
- 2009: Tellement proches
- 2009: Ghettogangz 2 – Ultimatum (Banlieue 13 : Ultimatum)
- 2009: Celle que j’aime
- 2009: Jusqu’à toi
- 2009: Juste un peu d’@mour (Fernsehfilm)
- 2009: Die Richterin (Alice Nevers, Fernsehserie, Folge 15x01)
- 2009: Obsessions (Fernsehfilm)
- 2010: Die Vier (Les invincibles, Fernsehserie, 3 Folgen)
- 2010: Maison Close (Fernsehserie, 4 Folgen)
- 2011: Halal police d’État (Halal, Police D’Etat)
- 2011: Dans la peau d’une grande (Fernsehfilm)
- 2011: Longue peine (Fernsehfilm)
- 2011: Ein freudiges Ereignis (Un heureux événement)
- 2011: Insoupçonnable (Fernsehfilm)
- 2011: Kënu
- 2012: Plan de table
- 2012: Moi à ton âge! (Fernsehfilm)
- 2012: Comme des frères
- 2012: Jeu de dames (Miniserie, 6 Folgen)
- 2012: Nom de code: Rose (Fernsehfilm)
- 2012: Chambre 327 (Miniserie, 2 Folgen)
- 2012: Agatha Christie: Kleine Morde/Mörderische Spiele (Les Petits Meurtres d’Agatha Christie, Fernsehserie, Folge 1x06)
- 2013: Portugal, mon amour (La Cage Dorée)
- 2013: Un enfant en danger (Fernsehfilm)
- 2013–2014: Workingirls (Fernsehserie, 11 Folgen)
- 2014: Les Francis
- 2014: La loi, le combat d’une femme pour toutes les femmes (Fernsehfilm)
- 2014: Le sang de la vigne (Fernsehserie, Folge 4x03)
- 2015: Toute première fois
- 2015: Le mystère du lac (Fernsehserie, 6 Folgen)
- 2015: Premiers Crus (First Growth)
- 2016: Fais pas ci, fais pas ça (Fernsehserie, Folge 8x05)
- 2016: Scènes de ménages (Scènes de ménage, Fernsehserie, eine Folge)
- 2016: Harcelée (Fernsehfilm)
- 2016: La vengeance aux yeux clairs (Fernsehserie, 8 Folgen)
- 2016: Parents mode d’emploi, le film: Avis de turbulences sur la famille Martinet (Fernsehfilm)
- 2016, 2019: Meurtres à... (Fernsehserie, 2 Folgen)
- 2017: Baby Phone
- 2017: Le tueur du lac (Miniserie, 8 Folgen)
- 2018: Blutrote Hochzeit (Noces rouges, Miniserie, 6 Folgen)
- 2018: Wie ein Blitz vom Weihnachtshimmel; auch: Die Melodie der Liebe (Coup de foudre sur un air de Noël, Fernsehfilm)
- 2019: Les Ombres Rouges (Fernsehserie, 6 Folgen)
- 2020: Angst auf dem See (Peur Sur Le Lac, Miniserie, 6 Folgen)
- 2020: Avis de Tempête (Fernsehfilm)
- 2020: Boutchou
- 2020: Au-dessus des nuages (Fernsehfilm)
- 2020: Banden von Marseille (Bronx)
- 2021: Escape (Fernsehfilm)
- 2021: Flashback
- 2021: Noël à tous les étages
- 2021–2022: Une si longue nuit (Miniserie, 12 Folgen)
- 2022: L’île prisonnière (Miniserie, 6 Folgen)
- seit 2022: Vise le cœur (Fernsehserie)
- 2023: Escape 2: Morts à Venise (Fernsehfilm)
- 2023: Répercussions (Fernsehfilm)
- seit 2023: Attraction (Fernsehserie)
- 2023: Blind Date unterm Weihnachtsbaum (Noël… et plus si affinités, Fernsehfilm)